# Liège-Bastogne-Liège 2017
Liège-Bastogne-Liège 2017 a fost ediția a 103-a a cursei clasice de ciclism Liège-Bastogne-Liège, cursă de o zi. S-a desfășurat pe data de 23 aprilie 2017 și a făcut parte din calendarul Circuitului mondial UCI 2017. S-a desfășurat pe distanța de 258 de kilometri. Cursa a fost câștigată de ciclistul Alejandro Valverde de la Movistar Team. 

## Echipe
Toate cele 18 echipe din UCI WorldTeams au fost invitate în mod automat și au fost obligate să participe la cursă. Șapte echipe au primit wild card-uri.

### Echipe UCI World
- Ag2r-La Mondiale
- Astana
- Bahrain-Merida
- BMC Racing Team
- Bora–Hansgrohe
- Cannondale–Drapac
- Dimension Data
- FDJ
- Team Katusha-Alpecin
- LottoNL–Jumbo
- Lotto Soudal
- Movistar
- Orica-Scott
- Quick-Step Floors
- Team Sky
- Team Sunweb
- Trek-Segafredo
- UAE Team Emirates

### Echipe continentale profesioniste UCI
- Aqua Blue Sport
- Cofidis
- Direct Énergie
- Roompot–Oranje Peloton
- Sport Vlaanderen–Baloise
- Wanty–Groupe Gobert
- WB Veranclassic Aqua Protect

## Rezultate
| Loc | Concurent          | Echipă            | Timp      |
| --- | ------------------ | ----------------- | --------- |
| 1   | Alejandro Valverde | Movistar Team     | 6h 24'27" |
| 2   | Dan Martin         | Quick-Step Floors | +0"       |
| 3   | Michał Kwiatkowski | Team Sky          | +3"       |
| 4   | Michael Matthews   | Team Sunweb       | +3"       |
| 5   | Ion Izagirre       | Bahrain–Merida    | +3"       |
| 6   | Romain Bardet      | Ag2r-La Mondiale  | +3"       |
| 7   | Michael Albasini   | Orica-Scott       | +3"       |
| 8   | Adam Yates         | Orica-Scott       | +7"       |
| 9   | Michael Woods      | Cannondale–Drapac | +7"       |
| 10  | Rafał Majka        | Bora–Hansgrohe    | +7"       |

## Legături externe
- en Site web oficial
- Liège-Bastogne-Liège 2017 – ProCyclingStats